# Liste der Monuments historiques in Baume-les-Dames
Die Liste der Monuments historiques in Baume-les-Dames führt die Monuments historiques in der französischen Gemeinde Baume-les-Dames auf.

## Liste der Immobilien
| Bezeichnung                  | Beschreibung | Standort                            | Kennzeichnung | Schutzstatus   | Datum     | Bild           |
| ---------------------------- | --- | ----------------------------------- | ------------- | -------------- | --------- | -------------- |
| Abbaye Ste-Odile             | Benediktinerinnenkloster, angeblich im 4. Jahrhundert gegründet, nach der Französischen Revolution aufgehoben und als Nationalgut verkauft; Gebäudebestand des 17. und 18. Jahrhunderts weitgehend erhalten, mit älteren Teilen | Place de l’Abbaye (Lage)            | PA00101445    | Classé Inscrit | 1886 2007 | weitere Bilder |
| Kirche St-Martin             | zwischen 1617 und 1621 erbaut; Glockenturm und Westfassade zwischen 1825 und 1828 erneuert, Architekt Pierre Marnotte | Place Saint-Martin (Lage)           | PA00101446    | Inscrit        | 1939      | weitere Bilder |
| Wohnhaus                     | bezeichnet 1574 | 10 place de la Loi (Lage)           | PA00101447    | Inscrit        | 1934      | weitere Bilder |
| Hôtel des Sires de Neuchâtel | Hôtel particulier, ab dem 15. Jahrhundert; mit Teilen der Innenausstattung | 2 place du Général-de-Gaulle (Lage) | PA00101742    | Inscrit        | 1989      | weitere Bilder |
| Gerichtsgebäude              | von 1777 bis 1780 erbaut, Architekt Philippe Bertrand; mit Teilen der Innenausstattung | 1 Place de la Loi (Lage)            | PA00101763    | Inscrit        | 1990      | weitere Bilder |
| Café de la Bourse            | Ladenfassade und Innenausstattung des späten 19. Jahrhunderts in einem um 1600 erbauten Gebäude | 10 rue des Armuriers (Lage)         | PA25000058    | Inscrit        | 2007      | weitere Bilder |

## Liste der Objekte
| Bezeichnung                                        | Beschreibung | Standort                                   | Kennzeichnung | Schutzstatus | Datum | Bild           |
| -------------------------------------------------- | --- | ------------------------------------------ | ------------- | ------------ | ----- | -------------- |
| Armreliquiar                                       | Holz, Bronze, vergoldet, 16. Jahrhundert                                                                                 | in der Kirche St-Martin (Lage)             | PM25000095    | Classé       | 1908  |                |
| Skulptur Heilige Barbara                           | Holz, farbig gefasst, 16. Jahrhundert                                                                                    | in der Kirche St-Martin (Lage)             | PM25000097    | Classé       | 1908  |                |
| Lesepult                                           | Marmor, Schmiedeeisen, datiert 1751                                                                                      | in der Kirche St-Martin (Lage)             | PM25000100    | Classé       | 1908  |                |
| Reliquienschrein des heiligen Germanus             | Holz, 18. Jahrhundert | in der Kirche St-Martin (Lage)             | PM25000101    | Classé       | 1908  |                |
| Skulptur Heiliger Vinzenz                          | Holz, farbig gefasst, 17. Jahrhundert                                                                                    | in der Kirche St-Martin (Lage)             | PM25000106    | Classé       | 1962  |                |
| Grablegungsgruppe                                  | Stein, farbig gefasst, um 1540                                                                                           | in der Friedhofskapelle St-Sépulcre (Lage) | PM25000107    | Classé       | 1908  |                |
| Pietà                                              | Holz, farbig gefasst, bezeichnet 1549                                                                                    | in der Kirche St-Martin (Lage)             | PM25000096    | Classé       | 1908  |                |
| Gemälde Madonna, umgeben von sechs Heiligen        | Ölfarbe auf Leinwand, 1630 von Sille de Loisy; nach Fra Bartolomeo                                                       | in der Kirche St-Martin (Lage)             | PM25000098    | Classé       | 1908  |                |
| Kanzel                                             | Holz, teilweise vergoldet, 17. Jahrhundert, Bildhauer Étienne Monnot                                                     | in der Kirche St-Martin (Lage)             | PM25000099    | Classé       | 1908  | weitere Bilder |
| Zwei Kredenzen                                     | Holz, Marmor, 18. Jahrhundert                                                                                            | in der Kirche St-Martin (Lage)             | PM25000102    | Classé       | 1912  |                |
| Karl-Borromäus-Altar                               | linker Seitenaltar; Altartisch, Retabel und Gemälde; Holz, farbig gefasst, Ölfarbe auf Leinwand, 17. und 18. Jahrhundert | in der Kirche St-Martin (Lage)             | PM25000103    | Classé       | 1962  |                |
| Gemälde Mariä Himmelfahrt                          | Ölfarbe auf Leinwand, 1642 von François Guérin; nach Simon Vouet                                                         | in der Kirche St-Martin (Lage)             | PM25000104    | Classé       | 1962  |                |
| Zwölf Gemälde: Apostel                             | Ölfarbe auf Leinwand, 18. Jahrhundert                                                                                    | in der Kirche St-Martin (Lage)             | PM25000105    | Classé       | 1962  |                |
| Gemälde Grablegung                                 | Ölfarbe auf Leinwand, bezeichnet 1608                                                                                    | im Hôpital Sainte-Croix (Lage)             | PM25000108    | Classé       | 1909  |                |
| Zwei Reliquienbüsten                               | Holz, farbig gefasst und vergoldet, um 1800                                                                              | in der Friedhofskapelle St-Sépulcre (Lage) | PM25000109    | Classé       | 1975  |                |
| Skulptur Anna selbdritt                            | Holz, farbig gefasst, 16. Jahrhundert                                                                                    | in der Friedhofskapelle St-Sépulcre (Lage) | PM25000110    | Classé       | 1975  |                |
| Skulptur Madonna                                   | Holz, farbig gefasst, Ende des 15. Jahrhunderts                                                                          | in der Friedhofskapelle St-Sépulcre (Lage) | PM25000111    | Classé       | 1975  |                |
| Skulptur einer Märtyrerin                          | Holz, farbig gefasst, 16. Jahrhundert                                                                                    | in der Friedhofskapelle St-Sépulcre (Lage) | PM25000112    | Classé       | 1975  |                |
| Skulptur Johannes                                  | Holz, farbig gefasst, Ende des 15. Jahrhunderts                                                                          | in der Friedhofskapelle St-Sépulcre (Lage) | PM25000113    | Classé       | 1975  |                |
| Skulpturengruppe Kapelle, von zwei Engeln getragen | Stein, farbig gefasst, 16. Jahrhundert                                                                                   | in der Friedhofskapelle St-Sépulcre (Lage) | PM25000114    | Classé       | 1975  |                |
| Skulptur eines gekreuzigten Heiligen               | Stein, farbig gefasst, 16. Jahrhundert                                                                                   | in der Friedhofskapelle St-Sépulcre (Lage) | PM25000115    | Classé       | 1975  |                |